# Sophia Kalkau
Sophia Kalkau (født 24. maj 1960) er billedkunstner og forfatter. Hun har haft separatudstillinger og deltaget i gruppeudstillinger og skrevet bøger om æstetik. Hun blev i 2005 udpeget som medlem af kanonudvalget for billedkunst.

## Biografi
Sophia Kalkau startede med at læse kunsthistorie på Københavns Universitet 1981-1984 og fortsatte i flere omgange på Det Kongelige Danske Kunstakademi, hvorfra hun erhvervede titlen som cand.phil. i kunstteori i 1996.
Siden starten af 1990'erne har hun udstillet hyppigt i forskellige sammenhænge i København, Roskilde, Holstebro, Odense, Horsens, Vejen, Løgumkloster, Gudhjem, Sorø, Aalborg, Reykjavik, Kristiansstad, Berlin, Stuttgart, Saint Tropez og Paris. Mange af hendes skulpturelle arbejder er lavet i bemalet træ, med en fremtoning der får mange til at tro det er gips, men udover skulptur arbejder hun også med fotografi, ofte med en skulpturel vinkel. Kalkaus værker kredser ofte om kroppen. Skulpturerne er ofte klassiske, altid tænkt i forhold til rummet og kroppens dimensioner, og ofte dukker geometriske former som cirklen, ovalen, kuglen og kuben op i hendes værker. Kalkaus udtryk er enkelt og klart, men værkerne rummer også en subtil kompleksitet. Bag det formelle ligger en drømmeagtig logik og en psykologisk fortælling, der forbliver åben for fortolkning. I Kalkaus fotografier kombinerer og sammenstiller hun geometriske former og sin egen krop i særegne hybrider, sammenvoksninger af skulptur og krop. Hun har endvidere udført udsmykningsopgaver, blandt andet for Arkitektskolens Bibliotek i København, Hospice Djursland i Rønde, Søndergård, Vejleaaparken og var med i en gruppe der arbejdede med Kolding Å-forløbet gennem Kolding by 2003/2004. Seneste større udsmykninger kan ses på DNU - Skejby Sygehus, Det Tekniske Fakultet på Syddansk Universitet i Odense, Det Ægyptiske Æg i haven ved Den Frie Udstillingsbygning, Marmorstelen i Grøndalskirken 2016 og Zygote på Christmas Møllers Plads 2023.
Hun har endvidere skrevet bøger om æstetik samt poetisk prosa.
Medlem af: Akademiraadet (2002-2005, 2008-2015), Statens Kunstfonds Legat- og Indkøbsudvalg (2005-2007), Arkitektskolens censorkorps (2007-), bestyrelsen for Den Frie Udstilling (2008-2009, 2010-2012), bestyrelsen for Aage og Yelva Nimbs Fond (2015-), bestyrelsen for Thorvaldsens Museum (2016-), Statens Kunstfonds Repræsentantskab (2018-).